# Crisomelide
Familia crisomelide (Chrysomelidae), membrii ei fiind cunoscuți adesea ca gândaci de frunze, este o familie cu peste 35 000 specii și subdivizată în peste 2 500 de genuri, fiind astfel una dintre cele mai întâlnite specii de gândaci.

## Clasificare
- Subfamilia Bruchinae Latreille, 1802 - include gândacii de fasole
- Subfamilia Chrysomelinae Latreille, 1802 - include gândacii mari
- Subfamilia Criocerinae Latreille, 1804 - include gândacii de sparanghel
- Subfamilia Cryptocephalinae Gyllenhal, 1813 - include gândacii cilindrici
- Subfamilia Donaciinae Kirby, 1837 -
- Subfamilia Eumolpinae Hope, 1840 -
- Subfamilia Galerucinae Latreille, 1802 -
- Subfamilia Hispinae Gyllenhal, 1813 -
- Subfamilia Lamprosomatinae Lacordaire, 1848
- Subfamilia Sagrinae Leach, 1815 -
- Subfamilia Spilopyrinae Chapuis, 1874

Una dintre familii (Bruchinae) a fost, până deunăzi, considerată o familie separată, în timp ce alte două foste familii sunt acum considerate familii (Orsodacnidae și Megalopodidae). Alte subfamilii recunoscute în mod obișnuit au fost grupate recent cu alte subfamilii, de obicei reducându-le la rangul de trib (de exemplu, fostele  Cassidinae, Alticinae, Chlamisinae și Clytrinae).

## Galerie

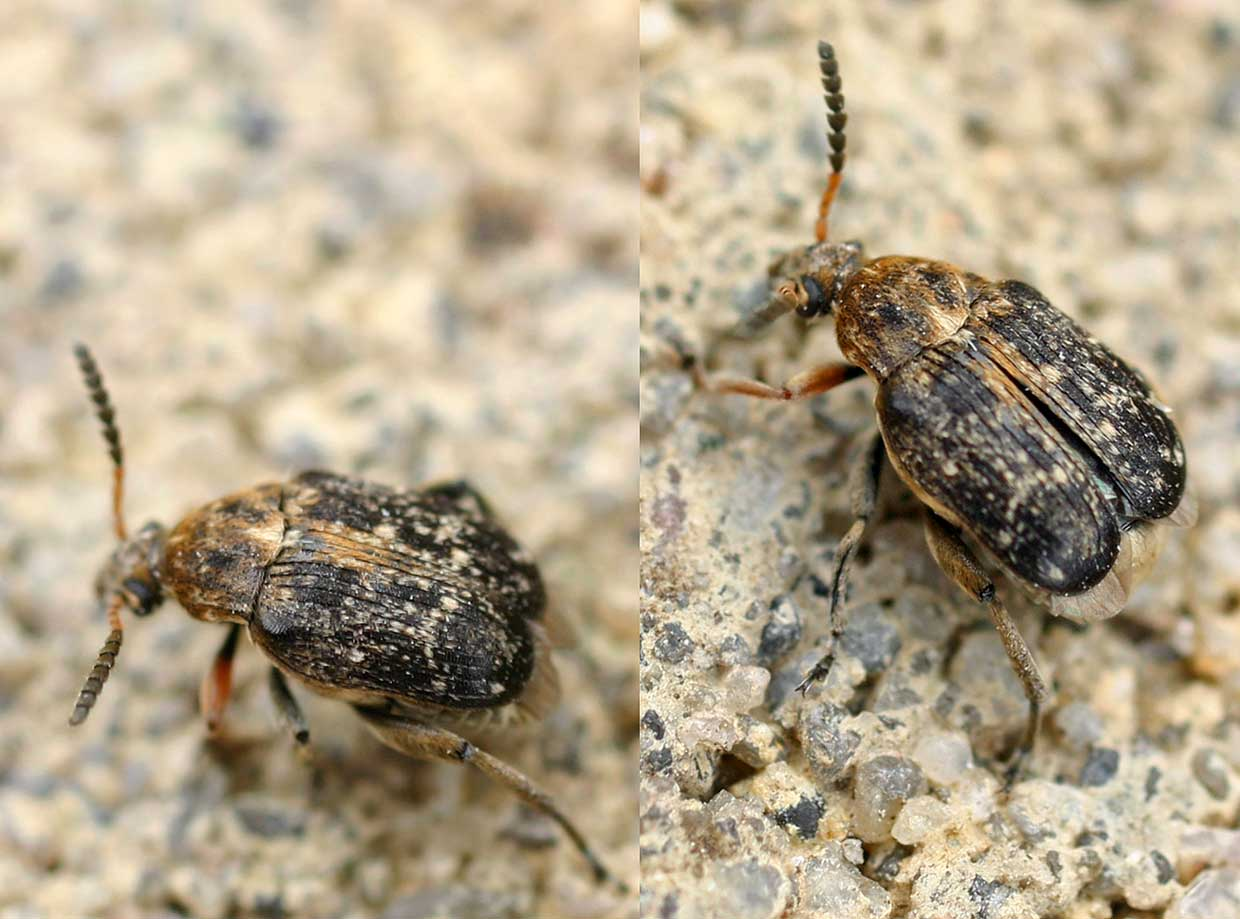
Bruchinae: Bruchus pisorum
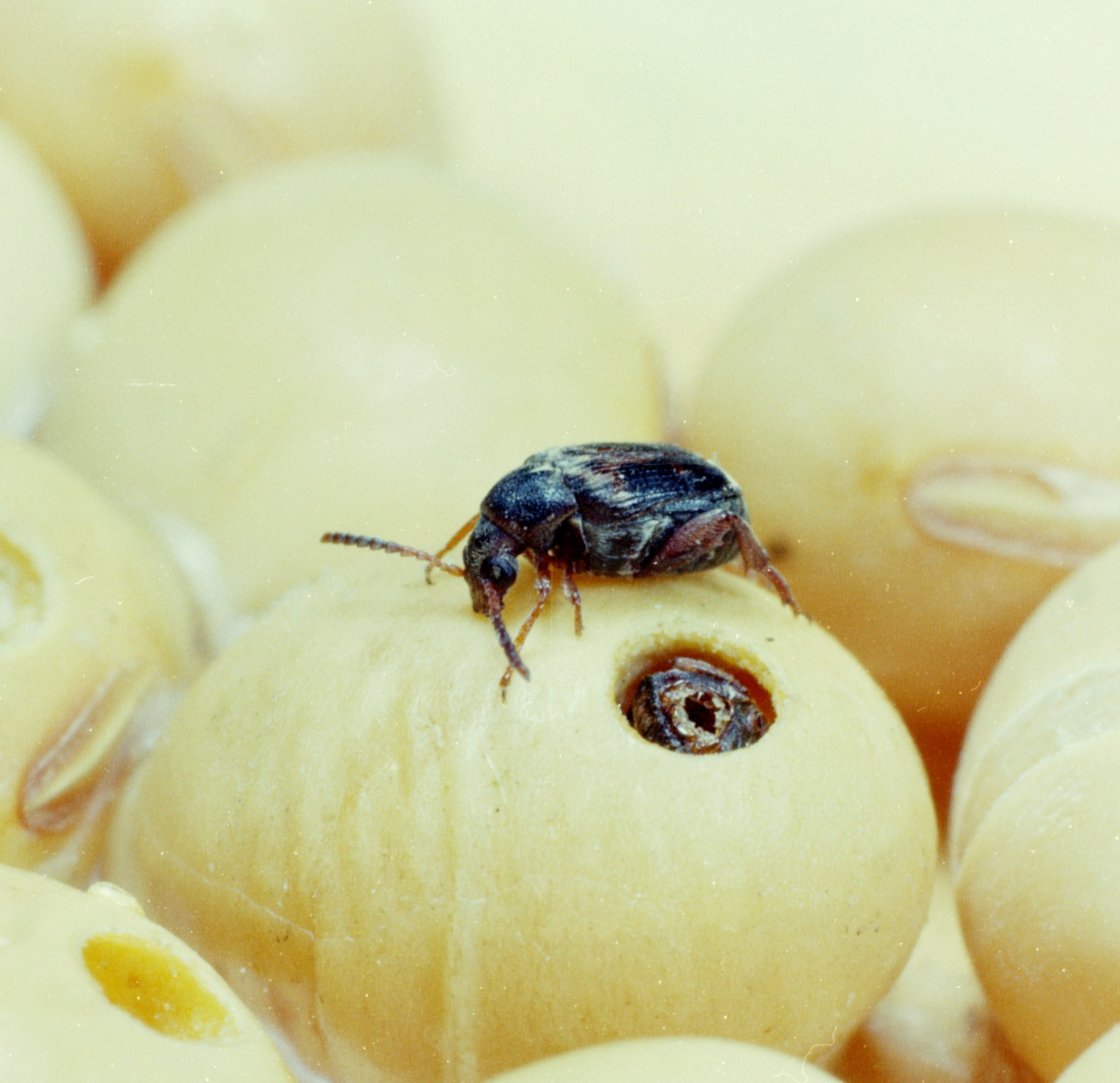
Bruchinae: o buburuză Acanthoscelides obtectus
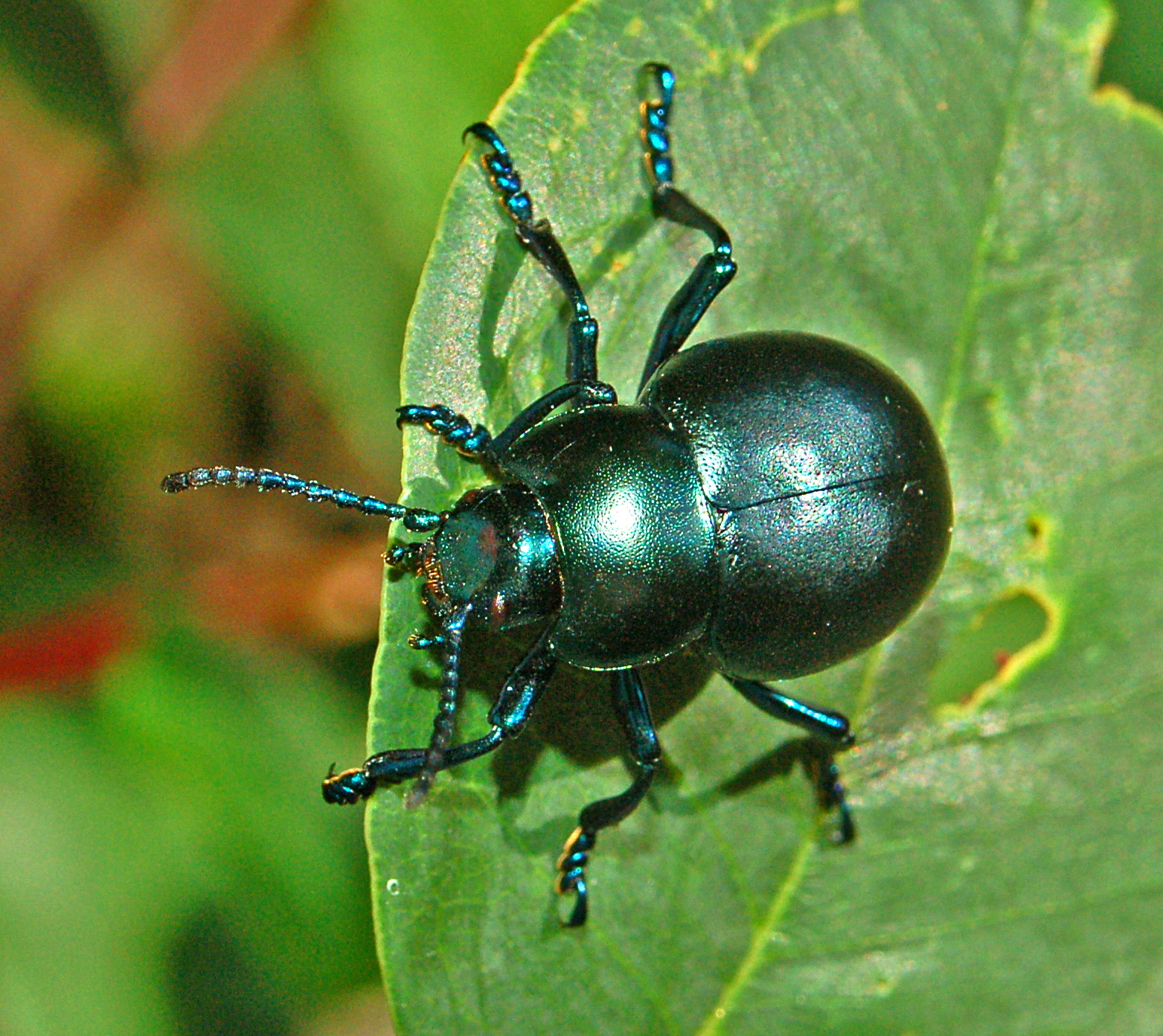
Chrysomelinae: gândacul cu nas roşu, Timarcha tenebricosa
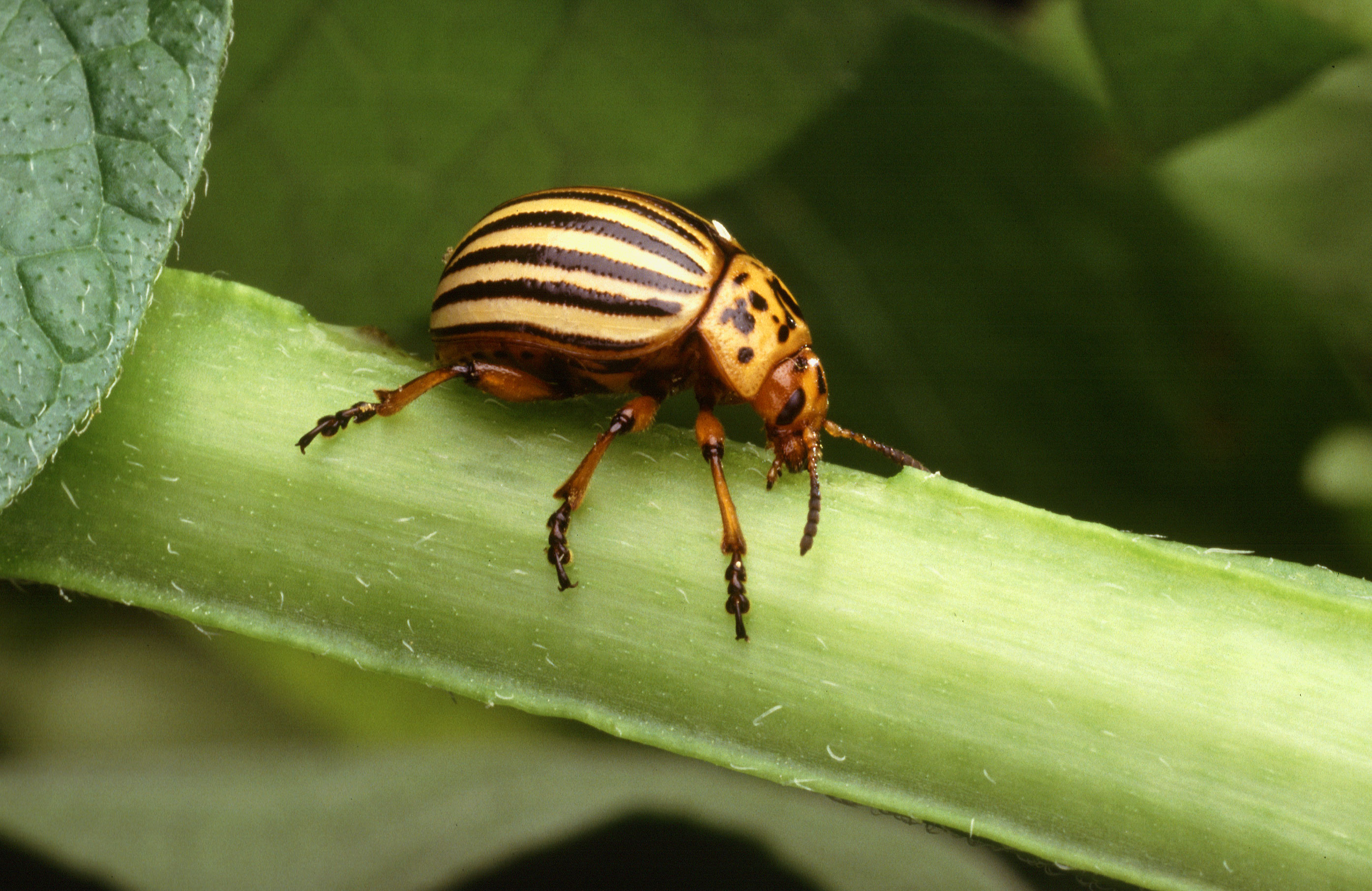
Chrysomelinae: gândacul de Colorado, Leptinotarsa decemlineata
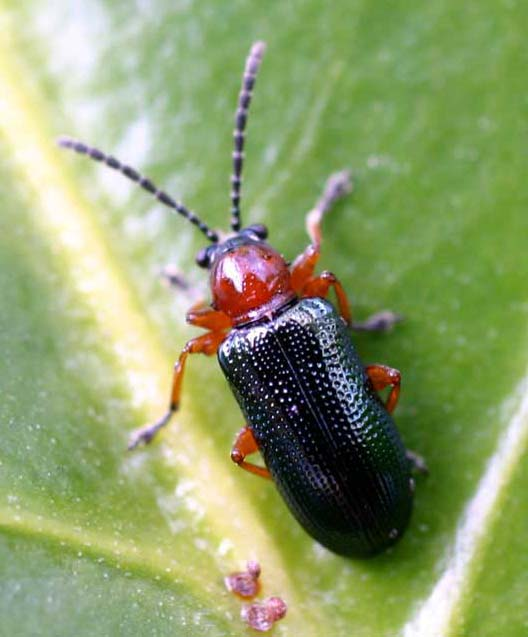
Criocerinae: gândacul frunzelor de cereale, Oulema melanopus
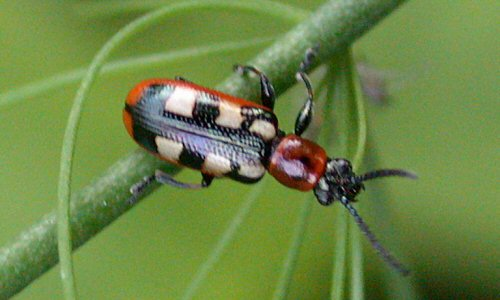
Criocerinae: gândacul de sparanghel, Crioceris asparagi
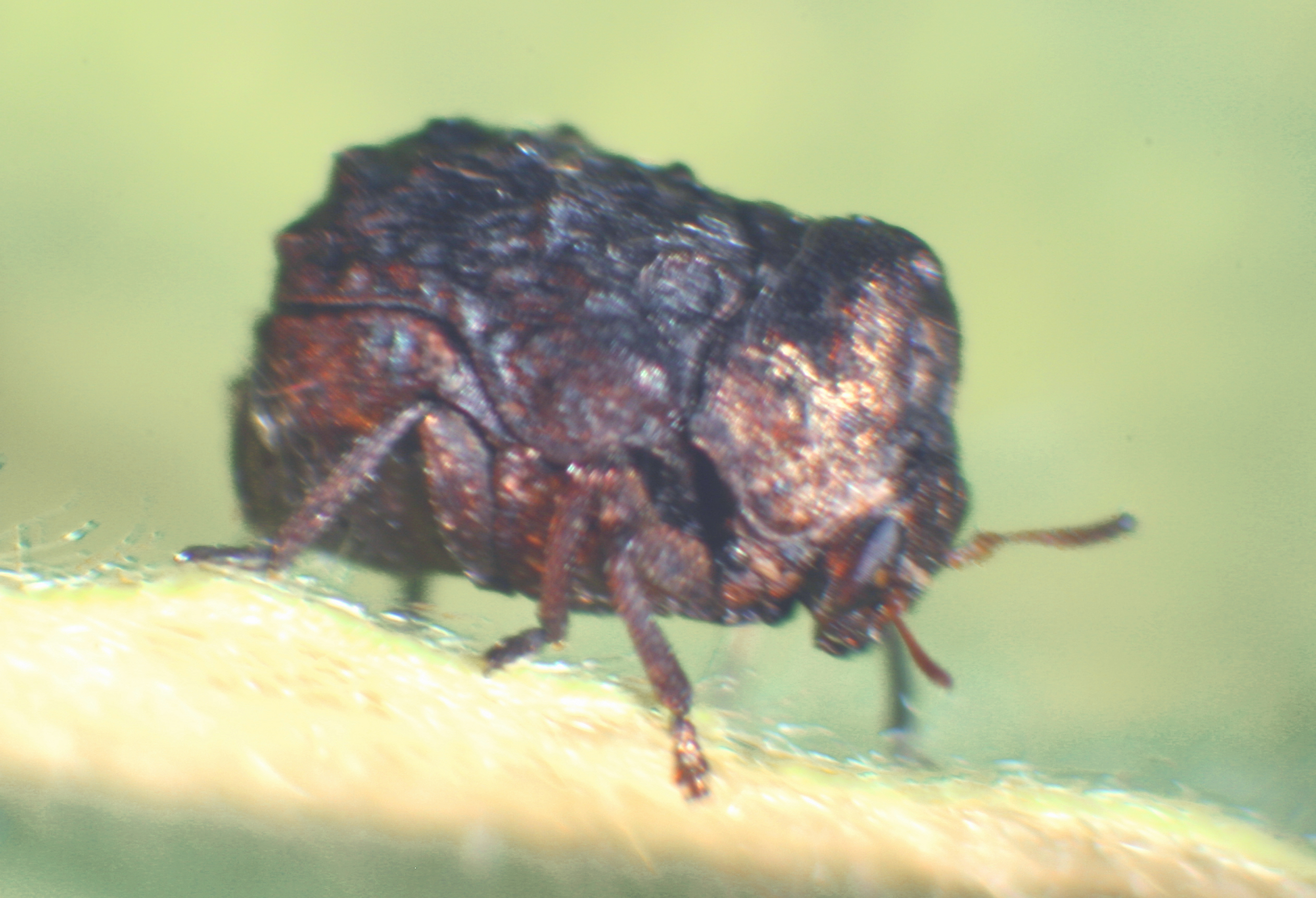
Cryptocephalinae: gândacul de frunze, Neochlamisus bebbianae
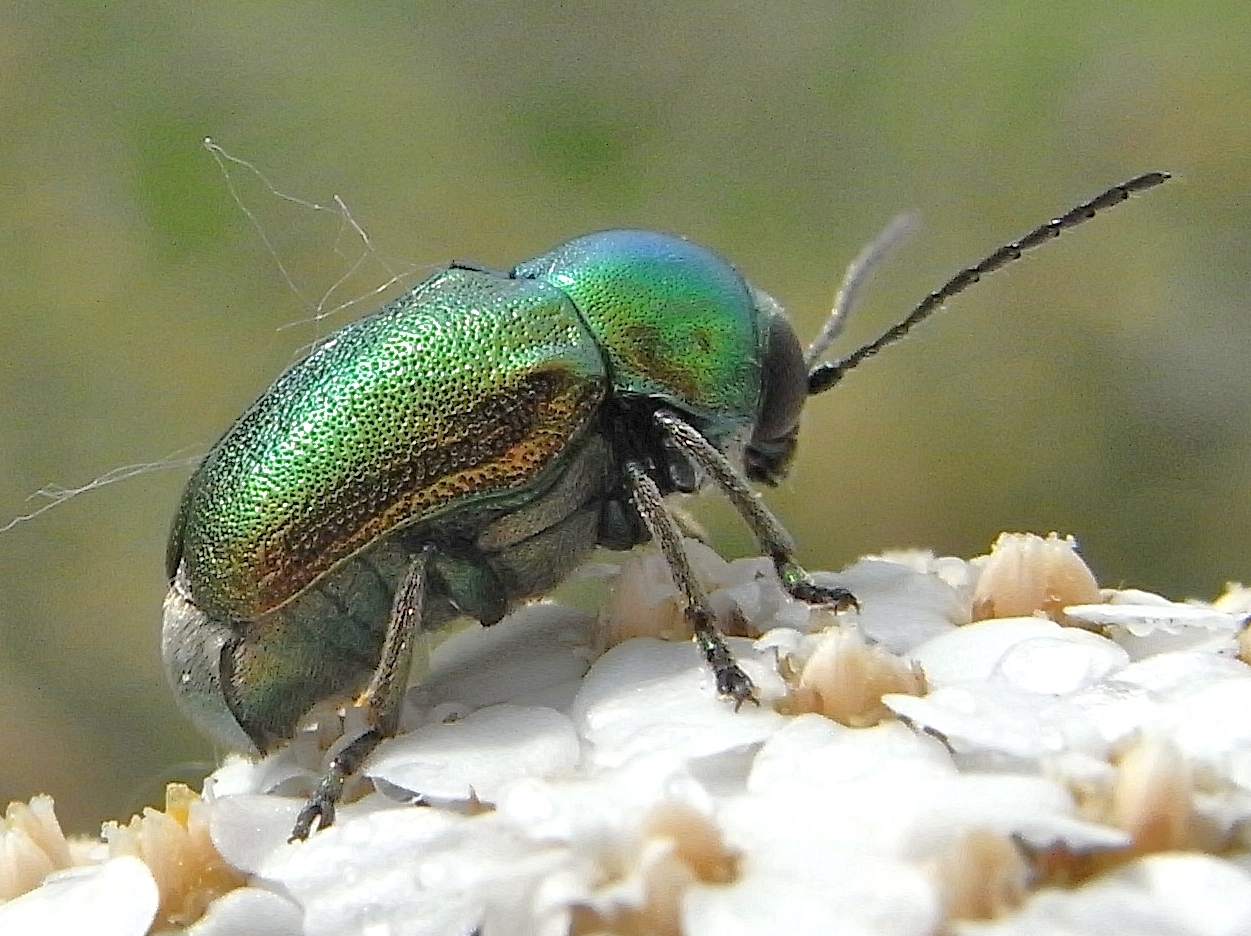
Cryptocephalinae: gândacul de frunze cilindric, Cryptocephalus sericeus
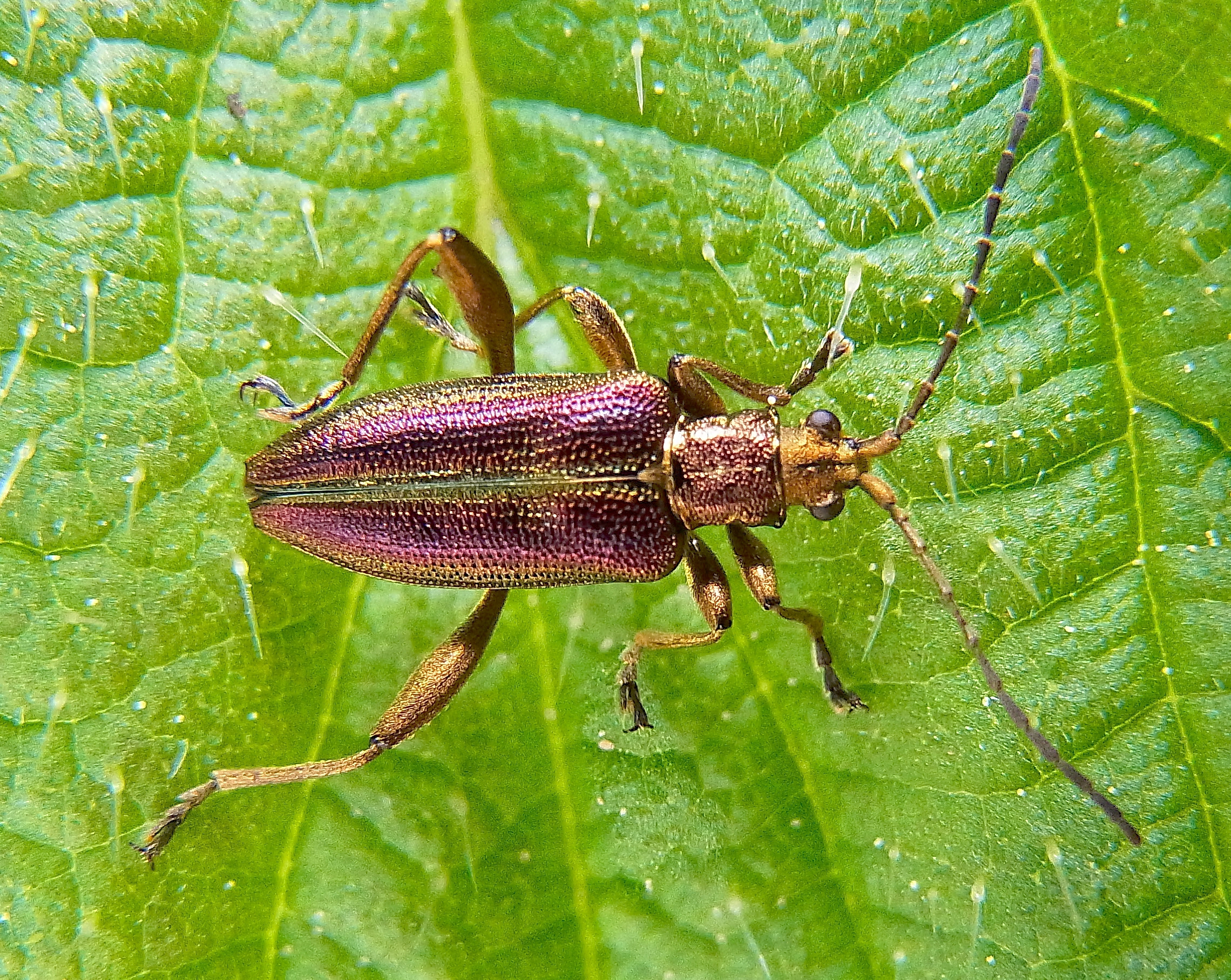
Donaciinae: Donacia aquatica
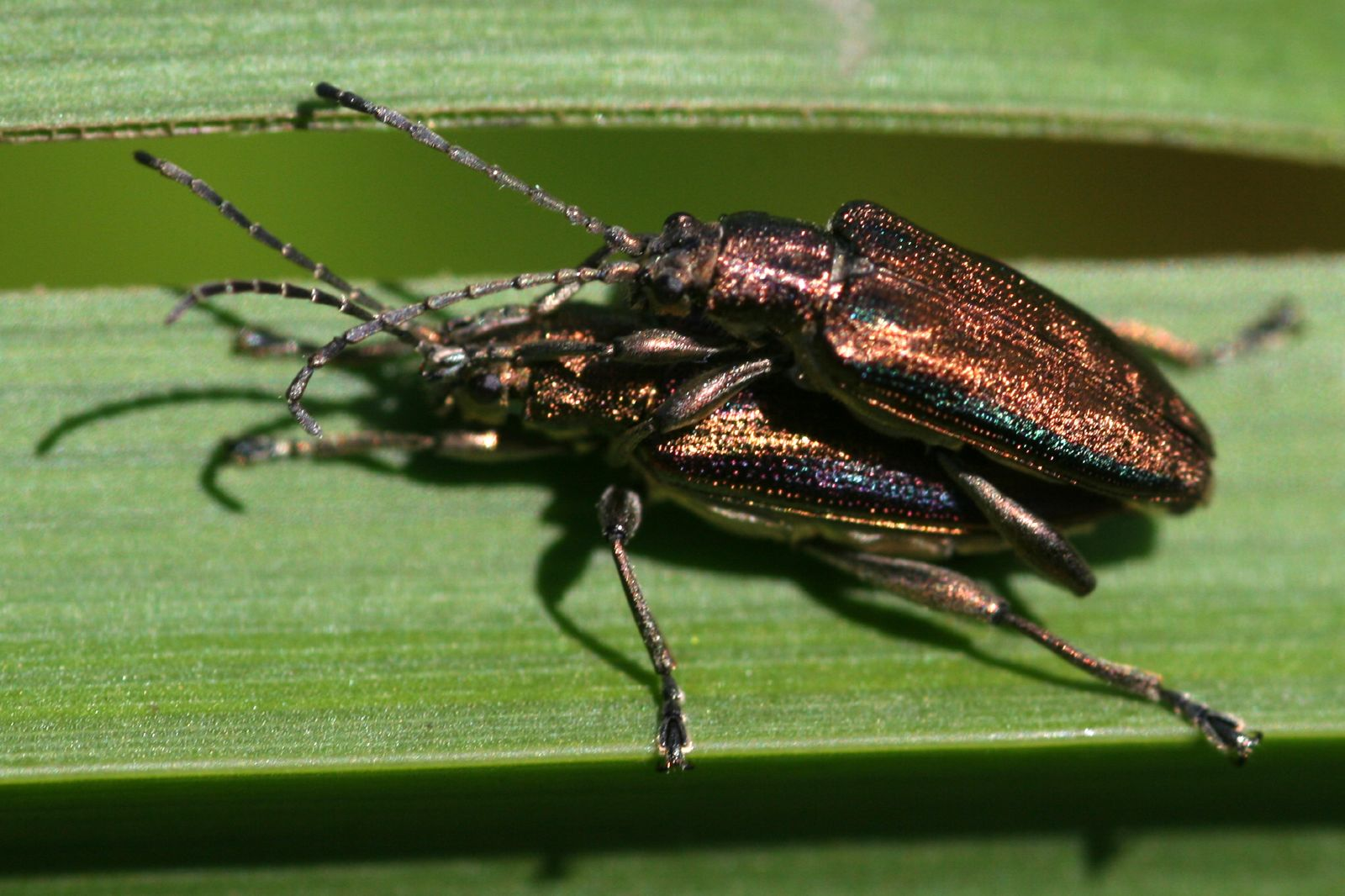
Donaciinae: Donacia marginata
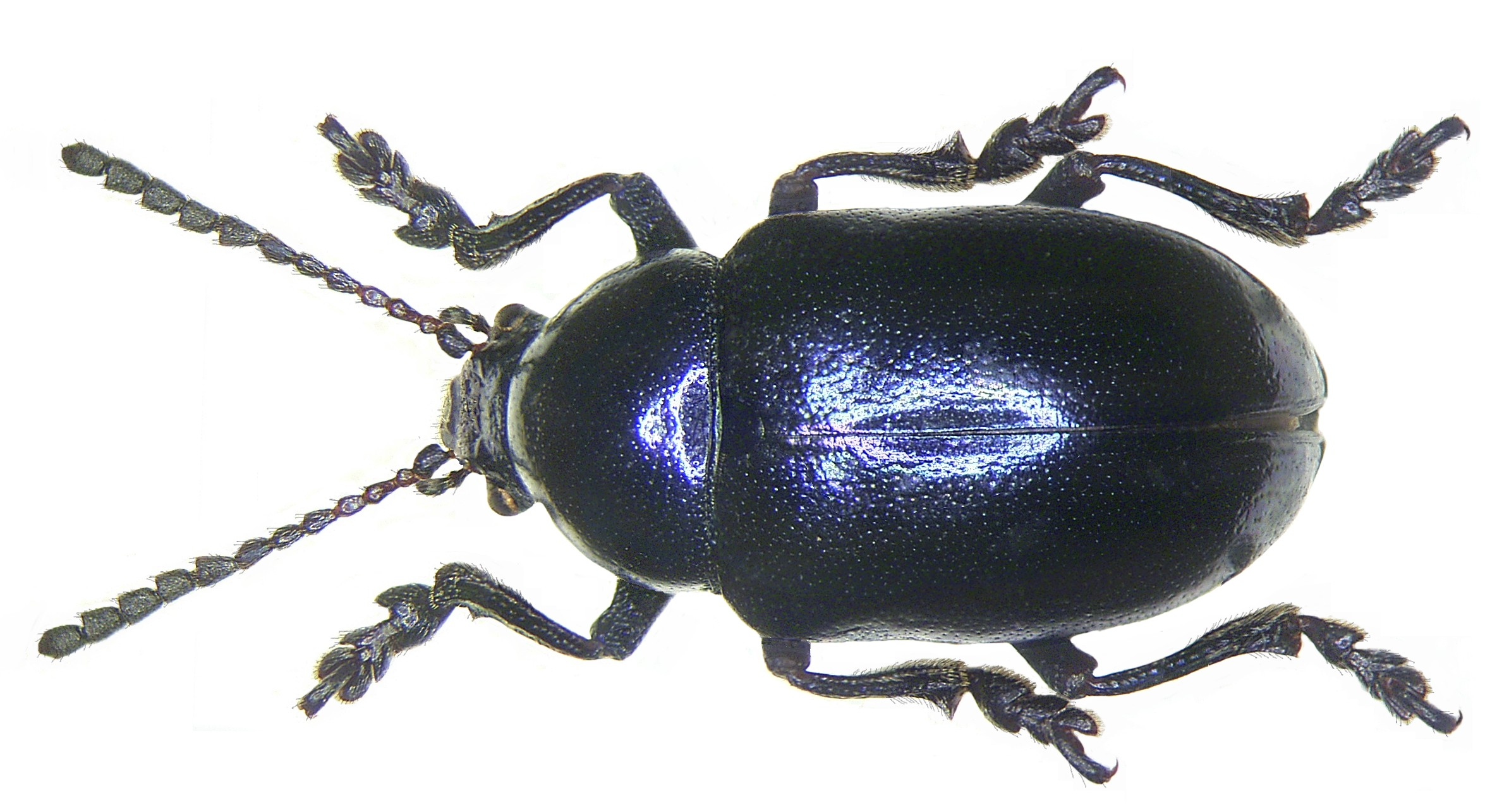
Eumolpinae: Eumolpus asclepiadeus
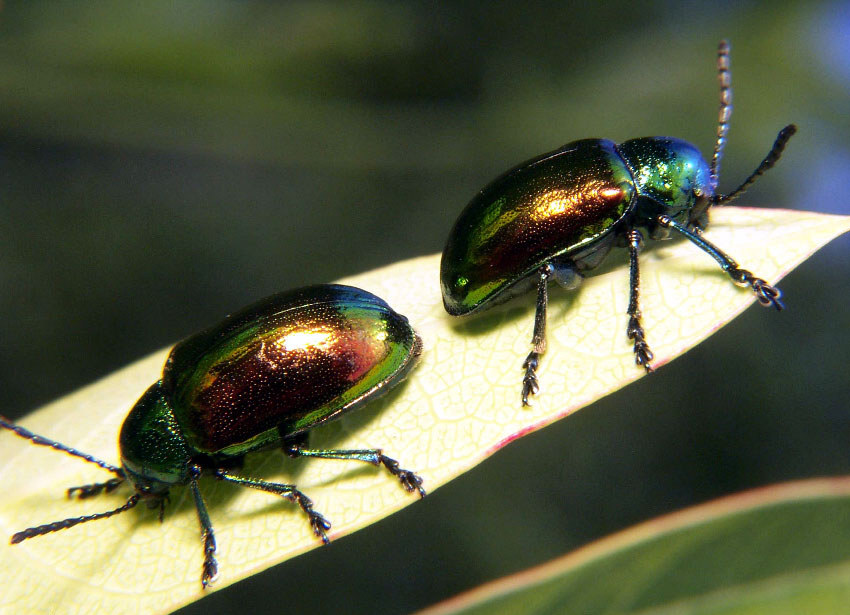
Eumolpinae: dogbane leaf beetles, Chrysochus auratus
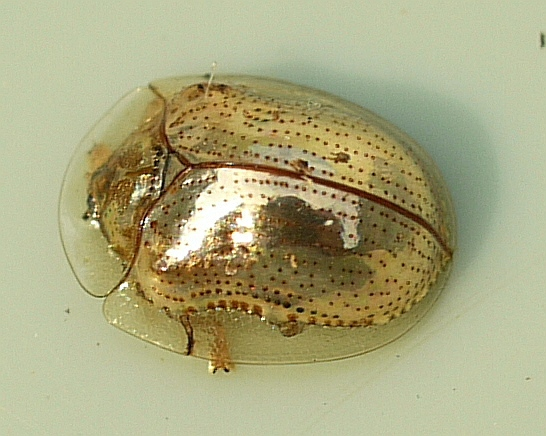
Hispinae: golden tortoise beetle, Charidotella sexpunctata
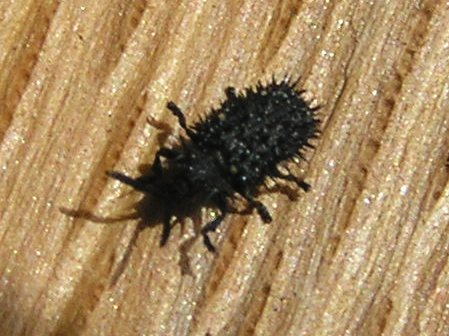
Hispinae: gândacul înţepător de frunze, Hispa atra
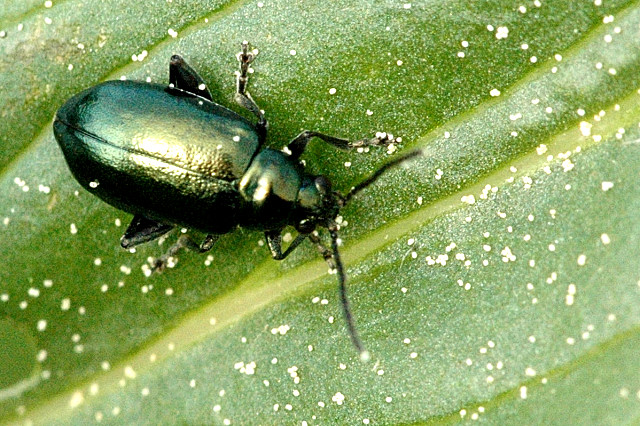
Galerucinae: gândacul purice, Altica lythri
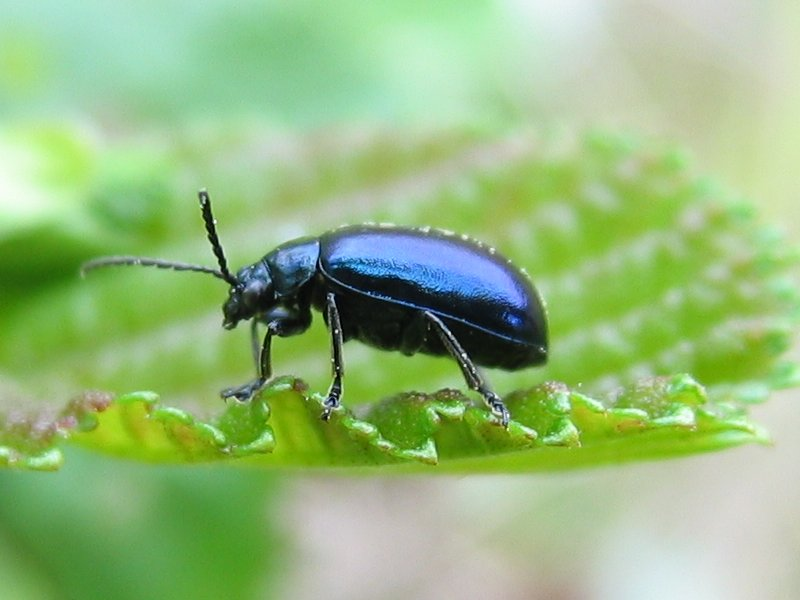
Galerucinae: gândacul anin, Agelastica alni
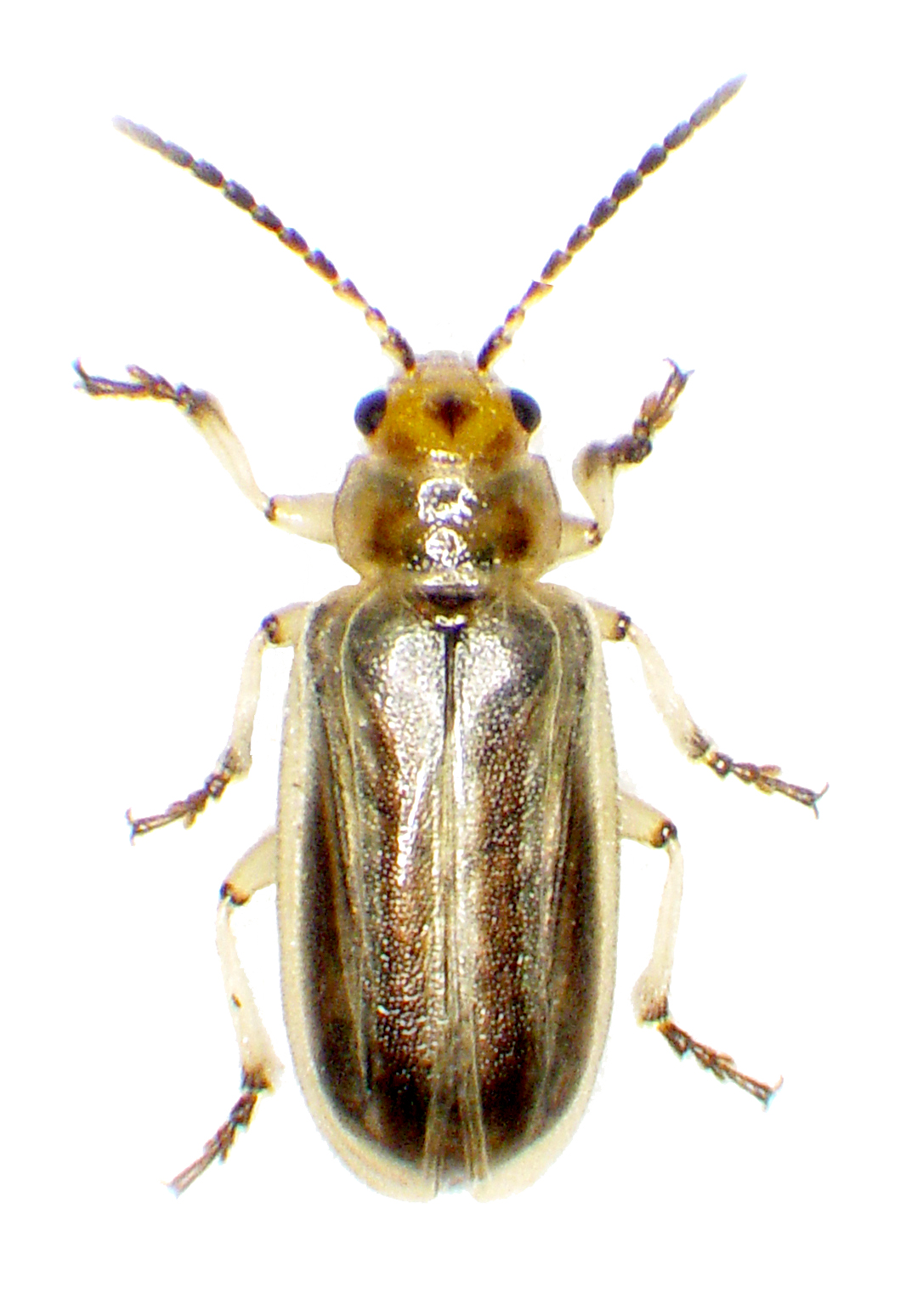
Galerucinae: Diorhabda carinulata
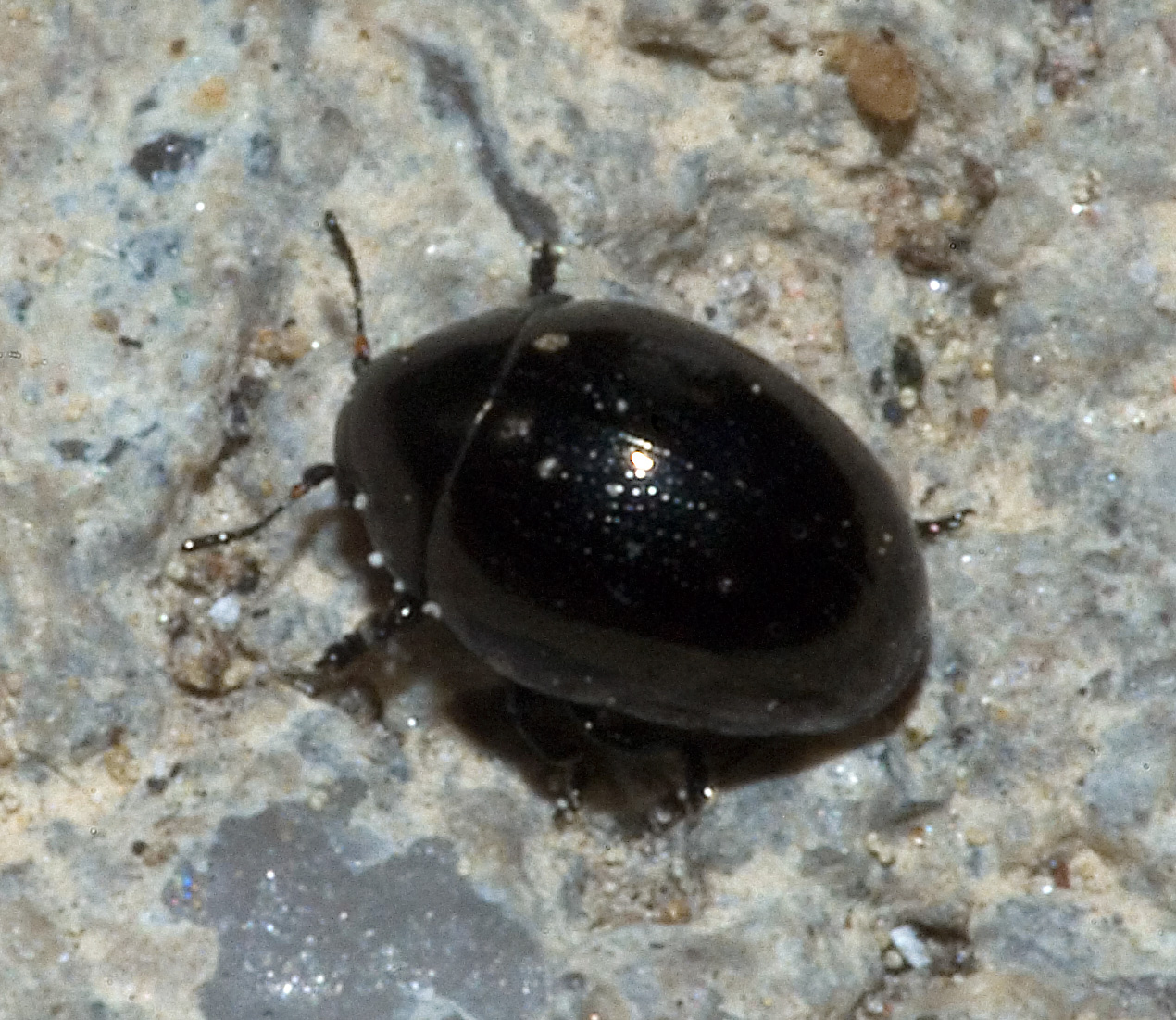
Lamprosomatinae: Oomorphus concolor
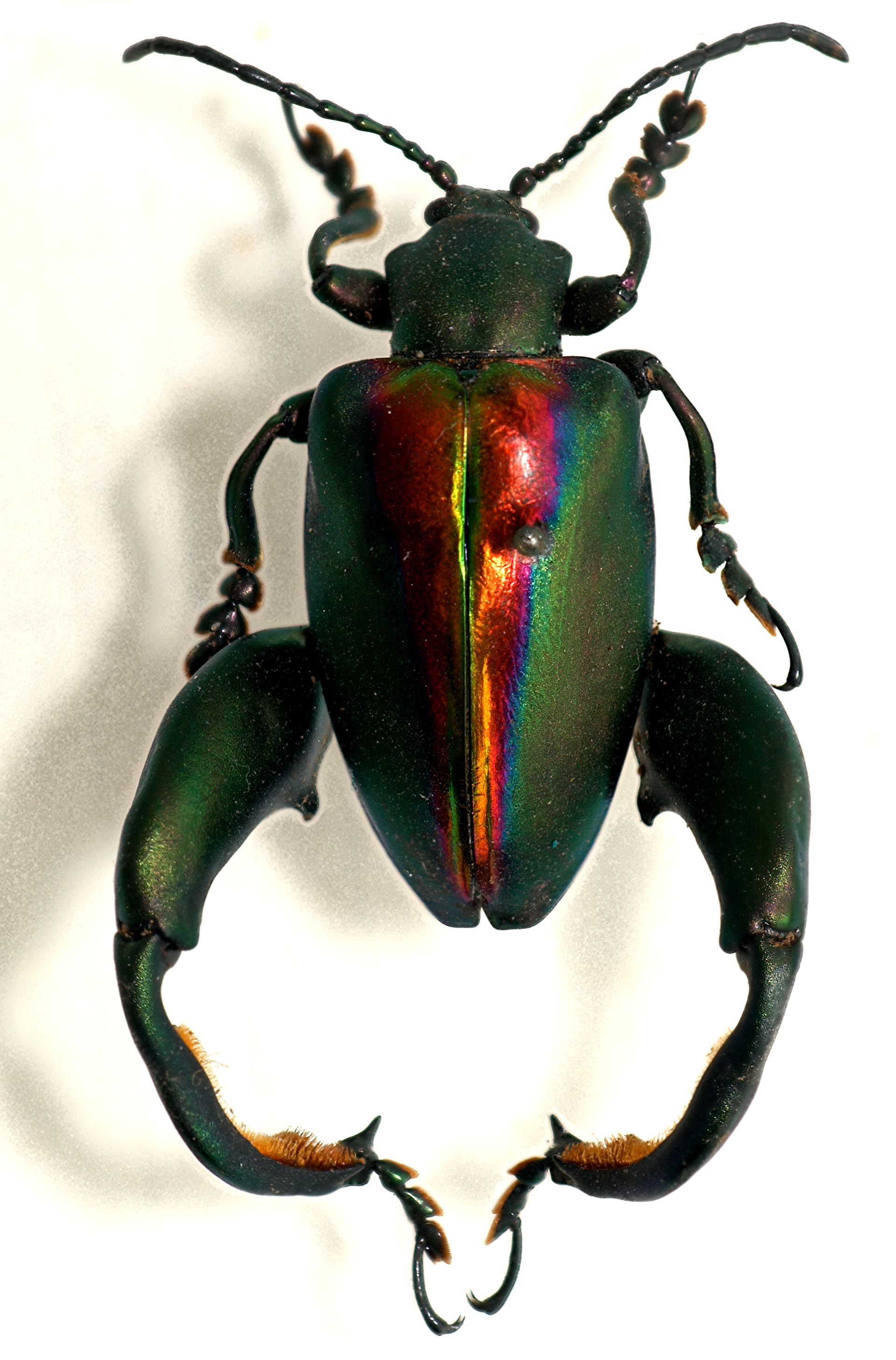
Sagrinae:gândacul cu picioare de broască, Sagra buqueti